# Virginie Wilhelmina Strandberg
Virginie Wilhelmina Gustava Strandberg, född Paban 9 mars 1850 i Danmarks socken, Uppsala län, död 25 juli 1912 i Engelbrekts församling, Stockholm, var en svensk skådespelare. Hon var gift med Fritz Strandberg.

## Karriär
Virginie Wilhelmina Gustava Strandberg föddes 9 mars 1850 i Danmarks socken, Uppsala län. Hon var dotter till vice pastorn August Theodor Paban och Helena Sophia Johansson. Strandberg engagerades vid Nya teatern 1874–1879, Södra Teatern 1880–1888, Stora Teatern i Göteborg 1888–1890. Mellan 1890 och 1895 tillhörde hon olika resande teatersällskap.
Bland hennes roller kan nämnas Sömmerskan i Mjölksurran, Agapetus i Herr Dardanell, Greta i Kärlek utan strumpor, Britta i En midsommarnatt i Dalarna, Mamsell Bom i Närkingarna och Clairette i Madame Angots dotter

## Teater

### Roller (ej komplett)
| År   | Roll                 | Produktion                                                                                      | Regi         | Teater           |
| ---- | -------------------- | ----------------------------------------------------------------------------------------------- | ------------ | ---------------- |
| 1875 | Fanchette            | Fästningen i Boston eller De tre arrestanterna Emmanuel Dupaty                                  |              | Nya teatern      |
| 1876 | Louise               | De löjliga mötena Nicolo Isouard och François-Benoît Hoffmann                                   |              | Nya teatern      |
| 1876 | Clairette Angot      | Madame Angots dotter Charles Lecocq, Louis-François Clairville, Victor Koning och Paul Siraudin |              | Nya teatern      |
| 1877 |                      | Bedragare och bedragne Parainetes (pseudonym)                                                   |              | Nya teatern      |
| 1882 | Susette              | Syrsan Charlotte Birch-Pfeiffer                                                                 |              | Södra Teatern    |
| 1883 | Corinne, aktris      | Lilla helgonet Hervé, Henri Meilhac och Albert Millaud                                          |              | Djurgårdsteatern |
| 1901 | Hjälphustrun         | Stiliga Agusta Gustaf af Geijerstam                                                             | Albert Ranft | Södra Teatern    |
| 1902 | Farmodern            | Pariserpojken Jean-François Bayard och Émile Vanderbruch                                        |              | Olympiateatern   |
| 1903 | Lina, kuskens hustru | Droskkuskens dotter                                                                             |              | Olympiateatern   |
| 1903 |                      | Hattmakarens bal Selfrid Kinmanson                                                              |              | Olympiateatern   |